# خوسيه فرانكو غوميز
خوسيه فرانكو غوميز (بالإسبانية: José Franco Gómez)‏ (26 ديسمبر 1988 بسان فرناندو في إسبانيا - ) هو لاعب كرة قدم إسباني في مركز الدفاع. لعب مع أولمبياكوس نيقوسيا ونادي بوليس تيرو ونادي كيدا دارول أمان وJerez CF ‏ وSan Fernando CD ‏ ونادي سان فرناندو ‏.

## وصلات خارجية
- خوسيه فرانكو غوميز على موقع قاعدة بيانات كرة القدم.إي يو (الإنجليزية)
- خوسيه فرانكو غوميز على موقع Soccerway.com (الإنجليزية)